# Adelqui Migliar
Adelqui Migliar Icardi, accreditato anche come Adelqui Millar (Concepción, 5 agosto 1891 – Santiago, 6 agosto 1956), è stato un attore, regista, sceneggiatore e produttore cinematografico cileno.

## Biografia
Di madre italiana, emigrò negli Stati Uniti e successivamente nei Paesi Bassi durante il periodo della prima guerra mondiale, dove fu dapprima apprezzato idolo delle matinée e nel quale iniziò la sua carriera cinematografica nel 1916 come protagonista del film Genie tegen geweld diretto dal pioniere nazionale Theo Frenkel.
Attore di successo del cinema muto olandese, a partire dagli anni venti fu in Gran Bretagna, paese dove nel 1922 diresse il suo primo film da regista dal titolo Pages of life. Lavorò anche in Austria e in Francia.
Dopo l'introduzione del sonoro, Migliar lavorò negli Stati Uniti per la Paramount, dove nel 1930 diresse film in lingua spagnola, e poi dal 1931 in Argentina dove fu attivo fino al 1954.
Migliar ebbe anche un'esperienza in Italia nel 1934 con il film Luci sommerse interpretato, tra gli altri, da Fosco Giachetti e Nelly Corradi.

## Filmografia

### Attore
- Laughter and Tears, regia di B. E. Doxat-Pratt (1921)
- Schiava regina (Die Sklavenkönigin), regia di Michael Curtiz (1924)
- L'arabo (The Arab), regia di Rex Ingram (1924)

### Regista
- Life (1928)
- Luci sommerse (1934)
- Ceux de demain, co-regia di Georges Pallu (1938)
- La carga de los valientes (1940)